# Alexander Zakin
Alexander Zakin (* 22. Januarjul. / 4. Februar 1903greg. in Tobolsk; † 16. Oktober 1990 in New York City) war ein russisch-US-amerikanischer Pianist.

## Leben
Zakin stammte aus einer jüdischen Familie. Sein Vater war der russische Geiger Solomon Zakin, seine Mutter die Lettin Anna Zakin, geb. Fitelberg (1878/79–1965). Er begann seine Ausbildung 1911 als Achtjähriger am Sankt Petersburger Konservatorium bei Aleksander Michałowski und studierte dort ab 1914 bei Leonid Nikolajew.
Nach der Oktoberrevolution emigrierte Zakin und setzte in Berlin sein Studium von Oktober 1921 bis September 1925 an der dortigen Hochschule für Musik bei Leonid Kreutzer und Egon Petri fort. Anfang 1926 gab er sein Debüt als Pianist: zusammen mit seinen Kollegen Adam Gelbtrunk, Leopold Mittmann und Sula Lewitsch bildete er das Klavier-Quartett Klavier-Kiddies, bald umbenannt im Piano-Kiddies. Man spielte mit Erfolg im Frühjahr 1926 in Berlin und im Herbst 1926 in Wien. Anfang 1928 wurde Lewitsch durch Julian Pomeranc ersetzt und der Namen in ERKLA (Erstes Klavier-Quartett), oft mit dem Zusatz Jazz auf vier Flügeln, geändert. Sie spielten für den Rundfunk und machten für Electrola und Grammophon Schallplattenaufnahmen. Konzerte des Quartetts lassen sich bis 1930 nachweisen.
Nach Hitlers Machtergreifung floh Zakin nach Luxemburg. Er arbeitete bei Radio Luxemburg und wurde Klavierlehrer der großherzoglichen Familie. Im März 1940 emigrierte er von Luxemburg via Antwerpen in die USA; 1945 wurde er amerikanischer Staatsbürger.
1940 wurde Zakin Klavierbegleiter Isaac Sterns, und ihre Zusammenarbeit dauerte bis 1977. Besonders bekannt wurden sie mit ihren Brahms-Sonaten. Zakin begleitete auch die Violinisten Paul Godwin, Dawid und Igor Oistrach, Leonid Kogan und den Cellisten Gregor Piatigorsky. Mit dem Impresario Sol Hurok stand er in häufigem Kontakt. Während der Präsidentschaften Dwight D. Eisenhowers, John F. Kennedys und Lyndon B. Johnsons spielte Zakin wiederholt im Weißen Haus. Zu seinem umfangreichen Repertoire gehörten Werke von Bach, Beethoven, Bartok, Ernest Bloch, Brahms, Debussy, Grigoraș Dinicu, George Enescu, César Franck, Händel, Haydn, Hindemith, Fritz Kreisler, Darius Milhaud,  Ottokar Nováček,  Prokofjew,  Gaetano Pugnani, Pablo de Sarasate, Robert Schumann und Tschaikowski.
1949 heiratete er die Sekretärin Isabelle E. Drier (* 1923 New Haven). Das Paar hatte eine Tochter, Nina Elisabeth (* 1956).
Zakin starb 1990 im Alter von 87 Jahren. Er ist auf dem Ferncliff Cemetry in Hartsdale, New York begraben (Grabstelle Rose 2, 107).